# یوانا کوبرسکا
یوانا کوبرسکا (لهستانی: Joanna Kuberska؛ زادهٔ ۱۹۹۲) بازیگر اهل لهستان است.
از فیلم‌ها یا مجموعه‌های تلویزیونی که وی در آن‌ها نقش داشته است، می‌توان به کلبه جنگلی، دوستان، پدر متیو و ع چون عشق اشاره نمود.